# Ibbin Samaan
Ibbin Samaan (en arabe : أبين سمعان ) est une petite ville du gouvernorat d'Alep, dans le nord-ouest de la Syrie.